# Литвак, Борис Григорьевич
Бори́с Григо́рьевич Литва́к (6 апреля 1919, Ширяево, Ананьевский уезд, Херсонская губерния — 29 июня 2002, Торонто, Канада) — советский и канадский историк, доктор исторических наук, профессор.

## Биография
Родился 6 апреля 1919 года в местечке Ширяево Ананьевского уезда Херсонской губернии (с 1920 года Одесская область).
После окончания учительского техникума работал учителем-словесником в школе. Преподавал идиш, украинский и немецкий языки вплоть до призыва в Красную армию в 1939 году. Участник Великой Отечественной войны, которую прошёл от рядового до капитана.
В августе 1941 года был орудийным наводчиком во время обороны Днепра. Попал в окружение в «Киевском котле», чудом избежал плена. В 1944 году был ранен и контужен. Награждён орденами Красной Звезды и Отечественной войны, медалями «За боевые заслуги», «За отвагу» и прочими. Закончил войну в Германии.
После демобилизации в 1946 году поступил в Московский историко-архивный институт, ученик В. К. Яцунского и В. В. Максакова.
С 1955 года ответственный секретарь, а затем заместитель главного редактора журнала «Исторический архив». На страницах журнала было напечатано 347 подборок документов, хронологически охватывающих период с XV до середины XX века. Некоторые из них шли вразрез с господствующей тогда точкой зрения на историю, и в ноябре 1962 года специальным постановлением Секретариата ЦК КПСС журнал был закрыт.
Б. Г. Литвак работал в составе редколлегии журналов «История СССР» («Отечественная история»), «Археографического ежегодника» (с 1968 года, заместитель ответственного редактора с 1980 года), «Ежегодника по аграрной истории Восточной Европы» (за 1964—1971 годы), более 35 лет был старшим научным сотрудником Института истории АН СССР (ныне Институт российской истории РАН). Автор свыше 150 научных работ, среди которых особое место занимает изучение истории Реформы 1861 года. Крупнейший исследователь уставных грамот 1861 года Чернозёмного центра России, защитил в 1956 году кандидатскую диссертацию «Уставные грамоты Московской губернии как источник по истории реализации „Положений“ 19 февраля 1861 г.», а в 1968 году — докторскую «Проведение крестьянской реформы в русском чернозёмном центре (1861—1895)» (в двух томах).
В 1992 году уехал к сыну в Канаду. Умер 29 июня 2002 года, похоронен в Воне, северном пригороде Торонто, на кладбище Пардс-Шалом (англ. Pardes Shalom).

## Основные работы
- Опыт статистического изучения крестьянского движения в России в XIX в. (М., 1967)
- Русская деревня в реформе 1861 года : Чернозёмный центр 1861—1895 гг. — М.: Наука, 1972.
- Очерки источниковедения массовой документации XIX — начала XX вв. (М., 1979)
- Русское крестьянство: этапы духовного освобождения. (М., 1988; в соавт. с П. С. Кабытовым и В. А. Козловым)
- Крестьянское движение в России в 1775—1904 гг.: история и методика изучения источников. (М., 1989)
- Переворот 1861 года в России: почему не реализовалась реформаторская альтернатива. — М.: Политиздат, 1991. — 302 с.: ил.
- Американо-канадский дневник. (М., 1998)
- Парадоксы российской историографии на переломе эпох. (СПб., 2002)